# Gilles Mitteau
Gilles Mitteau, né en 1986, est un vulgarisateur, vidéaste web et écrivain français,,. Il est principalement connu pour sa chaîne YouTube de vulgarisation d'économie et de finance « Heu?reka » créée en octobre 2015.

## Biographie
Gilles Mitteau est diplômé de l’ESC Rennes en 2010. Il travaille dans la finance pendant sept ans, d'abord en tant que vendeur et assistant trader à Londres pour la Société Générale et BNP Paribas, puis au New York Stock Exchange à partir de 2015, où il reste pendant trois mois avant de quitter son métier, car voulant exercer un métier plus utile.
Il se tourne vers la vulgarisation économique et en finance en 2015 en créant sa chaîne YouTube Heu?reka. Il y explique de nombreux mécanismes de la macroéconomie et de la finance. Il se met en scène en jouant deux personnages qui dialoguent ensemble, l'un expliquant à l'autre mécanismes et concepts économiques. Ses vidéos sont plutôt longues.
Sa chaîne connaît un succès notable. Il compte en septembre 2022 plus de 350 000 abonnés. Il se définit comme « post-keynésien ».
Gilles Mitteau est également l'auteur d'un livre paru en 2020 : Tout sur l'économie (ou presque), réédité en 2024. Depuis 2019, il contribue également au collectif de vidéastes Le Vortex. Il coanime également — avec une membre de la chaîne Stupid Economics — une émission sur Blast, nommée "Argent magique", dont le première épisode est mis en ligne le 8 octobre 2024. 

## Publications
- Gilles Mitteau, Tout sur l'économie, ou presque. Pour comprendre vraiment ce qui cloche dans le système, Payot, 2020, 352 p. (lire en ligne)